# 시니어 트립
《시니어 트립》(영어: National Lampoon's Senior Trip)은 1995년 개봉한 미국의 모험 코미디 영화이다.

## 줄거리
오하이오주 데이턴 교외 페어마운트 고등학교 졸업반(senior) 학생들은 타자 수업 도중 교사가 심근 경색으로 사망하자 학교를 째고 모스 교장의 집에서 파티를 벌인다. 이들은 벌로 방과 후에 남아 현 교육 체계 문제점에 관해 대통령에게 보내는 편지를 쓰게 된다. 놀랍게도 편지를 인상 깊게 읽은 대통령은 함께 토론을 하기 위해 학생들을 백악관으로 초대한다. 부패한 상원 의원 러먼은 이를 대통령에게 망신을 줄 기회로 여기고 음모를 꾸민다.  

## 출연
- 제러미 레너 - 마크 "대그스" 대거스티노 역
- 에릭 "스파키" 에드워즈 - 미오스키 역
- 맷 프루어 - 교장 토드 모스 역
- 토미 총 - 레드 역
- 밸러리 머해피 - 트레이시 밀퍼드 양 역
- 로런스 데인 - 상원 의원 존 러먼 역
- 케빈 맥도널드 - 트래비스 린지 역
- 태라 스트롱 - 칼라 모건 역
- 니콜 더보어 - 메그 스미스 역
- 서지오 디지오 - 스티브 니서 역
- 피오나 로이 - 퍼킨스 역
- 케이 트롬블레이 - 윈스턴 부인 역
- 웨인 롭슨 - 프랭크 하딘 역
- 조지 R. 로버트슨 - 대통령 데이비스 역
- 레이철 윌슨 - 10대 여자애 (수지) 역
- 킴 슈라너 - 캐럴라인 역
- 워런 데이비스 - 상원 의원 더필드 역
- 잉그리드 캐벌라스

## 기타 제작진
- 배역: 로스 클라이즈데일
- 미술: 그레고리 P. 킨
- 세트: 제프 프루트먼
- 의상: 샤론 퍼디